# ویروس فساد عفونی بخش‌های خونساز
بیماری فساد بخش‌های خونساز (IHN)∗ یکی از بیماری‌های ویروسی در آزادماهیان (قزل آلا) است.
عامل ایجاد این بیماری از گروه رابدوویروس‌ها∗ هاست. این بیماری اولین بار از شمال غربی آمریکا در آبهایی با دمای زیر ۱۵ درجه سانتیگراد گزارش شده‌است و در ایران احتمالاً در استان فارس و استان‌های مجاور گزارش شده‌است.
نشانه‌های خارجی این بیماری عبارت‌اند از: بیرون‌زدگی چشم، انبساط شکم توام با آب آوردگی، جمع شدگی خون در پایه باله سینه‌ای، شنای مارپیچ و تیرگی رنگ.
نشانه‌های داخلی آن هم عبارتست از: رنگ‌پریدگی اندام‌ها و پر بودن روده از مایعات خلطی آغشته به رنگ صفرا.